# قاپان‌لی پایین
قاپان‌لی پایین (به لاتین: Aşağı Qapanlı، تا ۲۰۱۵ قاپان‌لی Qapanlı) یک منطقه مسکونی در جمهوری آذربایجان است که در شهرستان ترتر واقع شده است.